# Tom Horn (film)
Tom Horn – amerykański western z 1980 roku w reżyserii Williama Wiarda. Wyprodukowany przez First Artists, Solar Productions i Warner Bros.

## Opis fabuły
Akcja filmu rozgrywa się w roku 1901. Kowboj Tom Horn (Steve McQueen) przyjeżdża do miasteczka w Wyoming. Hodowcy bydła proszą go o rozprawienie się z nękającymi ich złodziejami. Przeciwnikiem Toma jest szeryf Joe Belle (Billy Green Bush), który widzi w nim rywala. Gdy ginie syn jednego z farmerów, podejrzenie pada na Horna.

## Obsada
- Steve McQueen jako Tom Horn
- Linda Evans jako Glendolene Kimmel
- Richard Farnsworth jako John C. Coble
- Billy Green Bush jako szeryf Joe Belle
- Slim Pickens jako szeryf Sam Creedmore
- Harry Northup jako Thomas Burke
- Drummond Barclay jako Charlie Ohnhouse

i inni